# Guatlla pintada alablanca
La guatlla pintada alablanca (Ortyxelos meiffrenii) és una espècie d'ocell de la família dels turnícids (Turnicidae) i única espècie del gènere Ortyxelos (Vieillot, 1825). Habita praderies i sabanes àrides del Sahel africà, des del Senegal i sud de Mauritània, cap a l'est, a través de Mali, Níger i Txad fins al Sudan, i a l'Àfrica oriental al sud-oest d'Etiòpia, Uganda i Kenya.